# Andelsbuch
Andelsbuch is een gemeente in de Oostenrijkse deelstaat Vorarlberg, gelegen in het district Bregenz (B). De gemeente heeft ongeveer 2300 inwoners.

## Geografie
Andelsbuch heeft een oppervlakte van 19,56 km². Het ligt in het westen van het land, in het Bregenzerwald. 36% van de vlakte is bebost, 16% is alpland.  

## Cultuur en bezienswaardigheden
De Wälderjuppe (kledertracht voor vrouwen) is van groot belang voor in het traditierijke leven van de Bregenzerwälder inwoners.

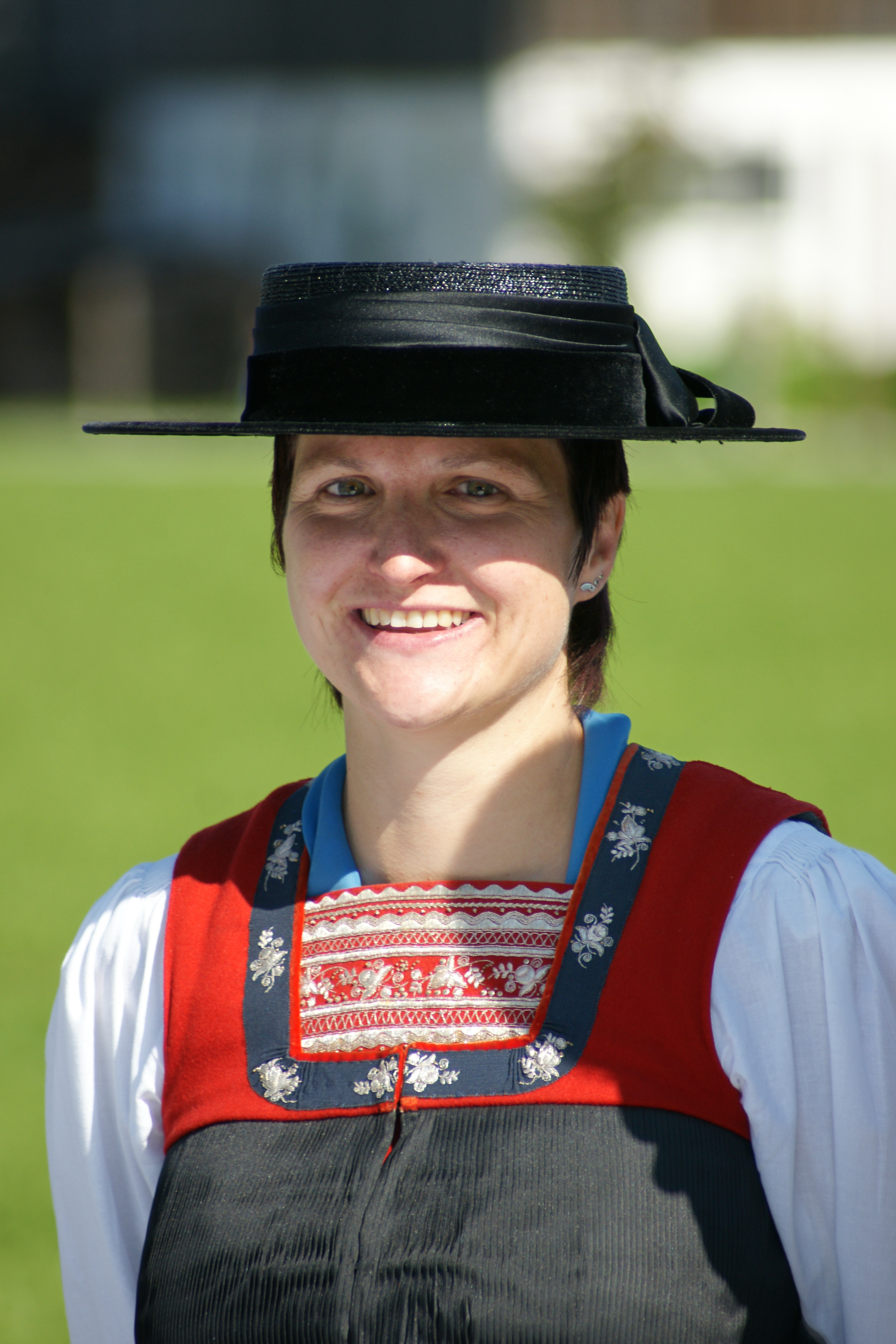
Vrouw die een Wälderjuppe draagt, Andelsbuch

De Parochiekerk Hl. Petrus und Paulus werd in 1718 gebouwd. Ignaz Beer, een Bregenzerwälder barokbouwmeester uit Au, was de architect van deze barokke kerk. In 2000/2001 werd de kerk gerenoveerd.
Elk jaar vindt op 26 oktober (de Oostenrijkse nationale feestdag) een geiten- en norikertentoonstelling plaats.
De in 1908 gebouwde krachtcentrale Andelsbuch was toen een van de grootste en modernste krachtcentrales in de Donaumonarchie.
De Bregenzerwald Umgang ("Bregenzerwald wandeling") toont de vormgeving van 12 dorpen, waaronder Andelsbuch, in het Bregenzerwald. Aan de hand van het landschap, openbare gebouwen, huizen en alledaagse objecten worden wandelaars geïnformeerd over de typische Bregenzerwälder architectuurstijl door de eeuwen heen.
De Käsestraße Bregenzerwald is een samenwerkingsverband van boeren, melkboeren, ambachtslieden, gastronomen en ondernemingen in het Bregenzerwald. Het doel is om de kleinschalige landbouw en de diversiteit van lokale producten in stand te houden. In Andelsbuch is er een kaashuis waar bezoekers meekijken kunnen bij het maken van kaas.

## Externe link

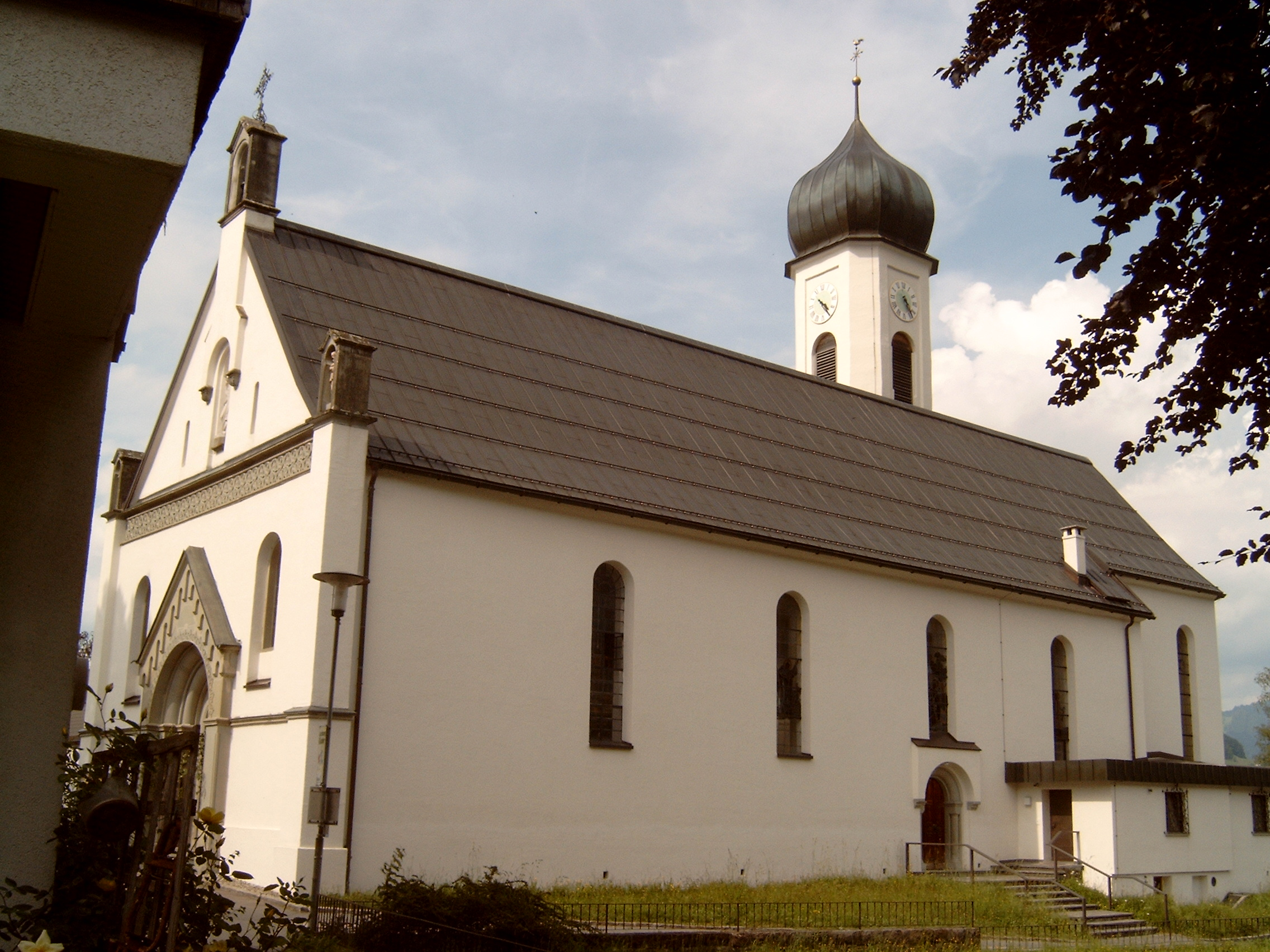
Parochiekerk Andelsbuch

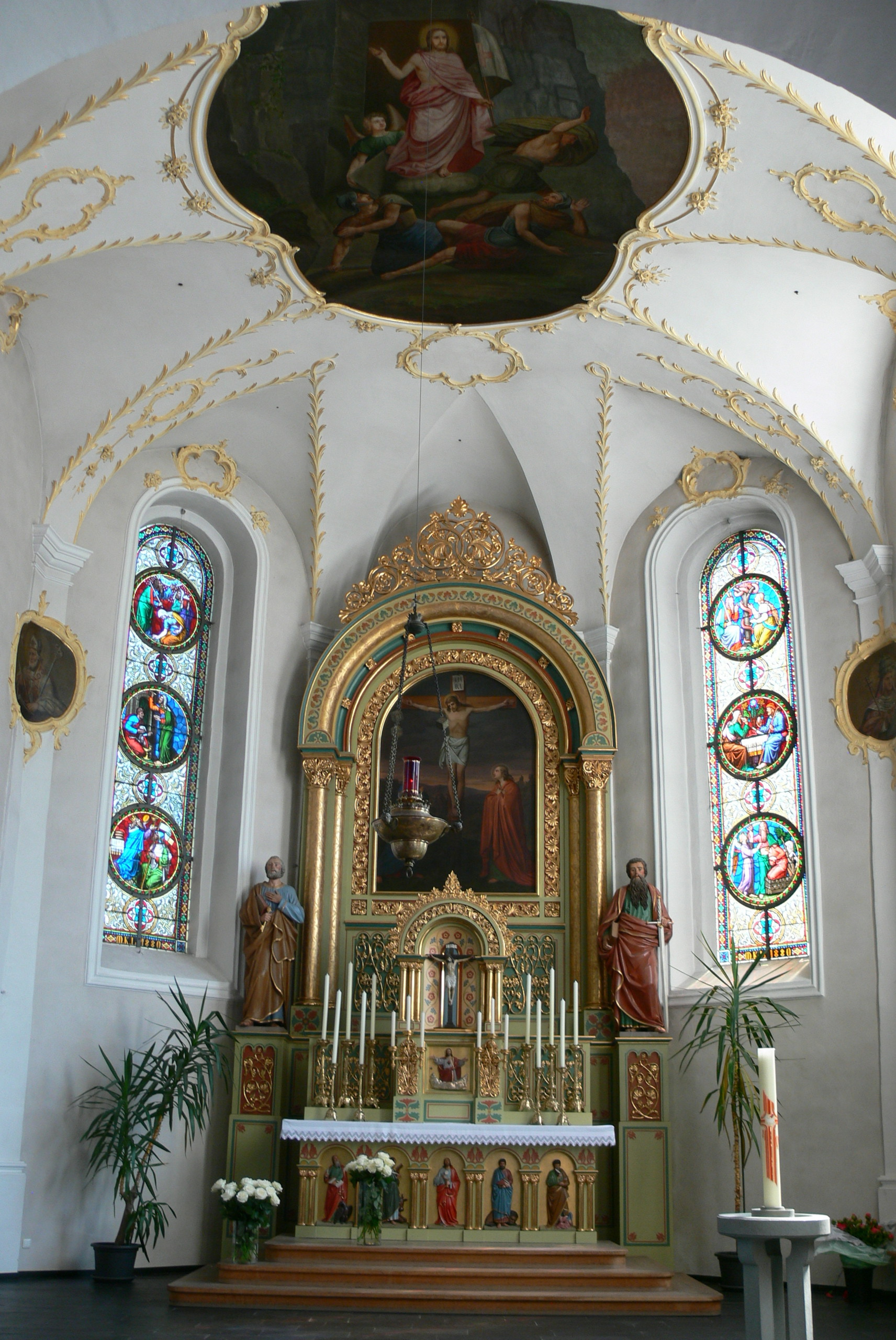
Parochiekerk Andelsbuch - altar